# L'atlante di smeraldo
L'atlante di smeraldo (The Emerald Atlas) è un romanzo di John Stephens di genere fantasy (sottogenere sword and sorcery) pubblicato nell'aprile 2011 contemporaneamente in 35 diversi paesi.
L'atlante di smeraldo è il primo di una trilogia chiamata I libri dell'inizio (The Books of the Beginning), seguito da L'atlante di fuoco e, infine, da L'atlante di tenebra
In Italia il libro è stato pubblicato dalla casa editrice Longanesi e tradotto da Silvia Piraccini.

## Trama
Tre fratelli, Katherine Michael ed Emma ancora piccoli vengono portati via da casa col consenso dei genitori da un misterioso uomo con lo scopo di proteggerli da un imminente e grave pericolo. Infatti, i tre bambini, secondo un'antica profezia, sono i "prescelti" che dovranno trovare un libro magico e potente, l'Atlante di smeraldo, e proteggerlo da chi potrebbe farne cattivo uso e provocare la distruzione del mondo. I tre, insieme, vengono ospitati e cresciuti in molti orfanotrofi differenti, senza aver più notizie dei loro genitori.
Ma dopo essere stati cacciati dell'ennesimo orfanotrofio, i tre fratelli capitano in uno strano orfanotrofio in cui ci sono solo loro. Scoprono che il dirigente, il dottor Pym, è in realtà uno stregone, e in una stanza segreta trovano un misterioso libro che attira la più grande dei tre. Poi il libro li risucchia nella passato, e loro, aiutati da alcuni amici, iniziano ad affrontare viaggi nel tempo e nello spazio e una serie di pericolose avventure, incontrando forze oscure, maghi e diverse creature amiche e nemiche. In particolare, devono combattere contro la Contessa, donna perfida dotata di grandi poteri, che però è a sua volta emissaria di un potere malvagio ancor più grande. Tramite le loro vicende, arriveranno a scoprire anche una parte importante del loro passato e le verità ivi nascoste.

## Capitoli
1. Il cappello della signora Lovestock
2. La vendetta della signorina Crumley
3. Il re e le regine di Francia
4. La contessa di Cambridge Falls
5. Il dottor Stanislaus Pym
6. La pagina nera
7. Ospiti della Contessa
8. Lupi
9. Gabriel
10. Il labirinto
11. Il prigioniero della cella 47
12. Colazione per cena
13. Hamish
14. Nonna Peet
15. Verso la Città Morta
16. Il lago nero
17. Dentro la cripta
18. Il corvo
19. La battaglia della Città Morta
20. La visione di Kate
21. Il patto col diavolo
22. Il Ferale Magnus
23. I bambini di Cambridge Falls
24. Rhakotis
25. Fantasmi del Natale passato

## Edizioni
- John Stephens, L'atlante di smeraldo, traduzione di Silvia Piraccini, Longanesi, 2011,  p. 456, ISBN 978-88-304-3008-2.